# 유리 콥툰
유리 미하일로비치 콥툰(러시아어: Юрий Михайлович Ковтун, 1970년 1월 5일 ~ )은 러시아의 축구 코치이자 전직 수비수이다. 그는 1990년대 러시아 국가대표팀 선수로 잘 알려져 있으며, 디나모 모스크바와 스파르타크 모스크바에서 활약한 수비수로도 유명하다. 현재는 카자흐스탄 클럽 악퇴베의 수석 코치로 활동 중이다.

## 구단 경력
콥툰의 선수 경력은 1988년 러시아 하위 리그의 클럽 루치 아조프에서 시작되었다. 이후 그는 SKA 로스토프나도누와 로스트셀마시 로스토프나도누에서 프로 선수로서의 경력을 본격적으로 시작했다. 1992년, 로스트셀마시와 콥툰은 러시아 챔피언십 초대 시즌에 출전하여 예상 밖으로 8위에 오르며 주목을 받았다. 이 시즌 동안 콥툰은 인상적인 활약을 펼쳤고, 디나모 모스크바와 스파르타크 모스크바 두 명문 구단의 동시에 관심을 받았다. 콥툰은 1993년 디나모 모스크바를 선택했고, 이후 1999년까지 수년간 팀의 핵심 선수로 활약했다.
디나모에서의 6년 동안 콥툰이 거둔 유일한 우승 경력은 1995년 러시아 컵이었으나, 1999년 스파르타크 모스크바로 이적한 후에는 1999년, 2000년, 2001년에 러시아 프리미어리그 3연패를 달성했다. 또한 UEFA 챔피언스리그 경기에 다수 출전했으며, 러시아 국가대표팀의 주전 수비수로 자리잡았다.

## 국가대표팀 경력
콥툰은 러시아 국가대표팀에서 50경기에 출전해 2골을 기록했다. 그의 국가대표 경력에서 가장 주목할 만한 순간은 2002년 FIFA 월드컵 예선에서 유고슬라비아를 상대로 터뜨린 중거리슛 골과 UEFA 유로 2000 예선 아이슬란드 원정 경기에서 기록한 자책골이다. 이 경기에서 러시아는 0대 1로 패배했다. 그는 UEFA 유로 1996과 2002년 FIFA 월드컵 본선에 참가한 러시아 국가대표팀의 일원이었다. UEFA 유로 1996에서는 독일의 디터 아일츠에게 거친 태클을 가해 퇴장당했다.